# غاغاوزيا
غاغاوزيا (بالغاغاوزية: Gagauziya أو Gagauz Yeri ،بالرومانية: Găgăuzia، بالروسية: Гагаузия) جمهوريّة مولدوفيّة مستقلّة ذاتيّاً قرب الحدود الجنوبيّة مع أوكرانيا عاصمتها مدينة كومرات، كلمة (غاغاوزيا) مشتقة من الكلمة غاو-أوغوز والتي تعني أبناء أو أحفاد قبائل الأوغوز.

## ديموغرافيا
بلغ عدد سكان غاغاوزيا 155,646 نسمة عام 2010، 133,477 منهم غاغاوزيّون و 12,702 مولدافيّون و 7,811 بلغار، أكبر مدن غاغاوزيا وعاصمتها مدينة كومرات، طبقاً لإحصاء عام 2004 93% من سكّان غاغوزيا يعتنقون المسيحية الأرثوذكسية.

## الانفصال عن مولدوفا
انفصلت غاغاوزيا عن مولدوفا بعد تدخل الجيش الروسي الذي يعتبر هذه المنطقة جمهورية مستقلة هي وترانسنيستريا ولكن الغرب والأمم المتحدة تعتبرها جزءا من مولدوفا ومنذ سنة 2003 يسعى هذا الإقليم لتنطيم استفتاء لتقرير المصير ولكنه في كل مرة يؤجل وأبرز نقاط الخلاف مع مولدوفا هو الاتحاد مع رومانيا والانضمام للاتحاد الأوروبي الذي يرفضه الغاغاوز. في سنة 1994 قرر البرلمان المحلي اعتبار غاغاوزيا منطقة ذات حكم ذاتي وقومية منفصلة عن مولدوفا وفي فبراير 2014 صادق البرلمان المحلي على قانون الحماية المشتركة مع روسيا الاتحادية التي بموجبها يبقى الجيش الروسي هناك وأيضا قانون يهدد بتنطيم استفتاء الاتفصال عن مولدوفا في حال الانضمام للاتحاد الأوروبي.

## روابط خارجيّة
- الموقع الرسمي لجمهوريّة غاغاوزيا على الشابكة